# Laketown (Utah)
Laketown es una localidad del condado de Rich, estado de Utah, Estados Unidos. Según el censo de 2000 la población era de 188 habitantes.

## Geografía
Laketown se encuentra en las coordenadas 41°49′28″N 111°19′17″O / 41.82444, -111.32139.
Según la oficina del censo de Estados Unidos, su superficie total es de 2,6 km² y no tiene superficie cubierta de agua.
- Datos: Q483712
- Multimedia: Laketown, Utah / Q483712